# LG G4 비트
 LG G4 비트는 LG전자가 2015년 7월 출시한 보급형 스마트폰이다.

## 운영체제 / 소프트웨어

### 안드로이드 5.1 롤리팝
LG G4 비트는 5.1.1 롤리팝을 탑재하여 출시했다.

## 특수 기능

### 노크 코드
화면이 꺼진 상태에서 설정한 패턴대로 화면을 터치하면 화면이 켜짐과 동시에 잠금도 함께 풀리는 기능이다. G 프로 2에서 처음 공개되었다.

### 퀵샷
갑자기 사진을 찍어야 할 때 후면 하단의 버튼을 두 번 눌러서 카메라를 키는 기능이다.

## 색상
- 메탈릭 블랙
- 실크 화이트
- 샤인 골드